# Alt for hende
Alt for hende ((fransk) Pour elle) er en fransk film fra 2008. Filmen er instrueret af Fred Cavayé.
I Danmark er der blevet solgt 3.038 billetter til filmen.

## Plot
Lisa og Julien er gift og lever i fred sammen med deres søn Oscar. En dag tager deres tilværelse imidlertid en dramatisk vending, da politiet stormer deres lejlighed og arresterer Lisa. Hun anklages for mord og idømmes tyve års fængsel. Julien er overbevist om hendes uskyld, men da alle beviser peger i den modsatte retning, er han nødt til, at tage sagen i egen hånd. Hvor langt er han villig til at gå?

## Amerikansk remake
Der er lavet et amerikansk remake med titlen The Next Three Days, instrueret af Paul Haggis og med Russell Crowe og Elizabeth Banks i hovedrollerne..